# 太田将吾
太田 将吾（おおたしょうご、1984年11月26日 - ）は、日本の総合格闘家。愛知県北名古屋市出身。ネックスイチムエ所属。

## 来歴
24歳の時に地下格闘技へ出場することを目的にシュートボクシングを習い始める。2014年にはアマチュアシュートボクシングミドル級全日本王座を獲得。これによりアマチュアキックボクシング大会に出場することができなくなり、総合格闘家に転向。地下格闘技で28戦、DEEPアマチュア大会で経験を積み、2022年7月24日に開催された「DEEP NAGOYA IMPACT 公武堂ファイト」でプロデビュー。ジオゴ・トクナガと対戦し、3-0の判定勝ち。
DEEPでは「DEEP NAGOYA IMPACT 公武堂ファイト」に出場し、2022年11月に田中壱季に判定勝利、2023年4月にコマネチゆうたに判定負け、2023年8月に石塚雄馬に判定負け。
2023年10月1日に開催されたRIZIN LANDMARK 6のオープニングファイトでRIZINに初出場し、銀・グラップリングシュートボクサーズジムと対戦。1ラウンド目にアームバーでタップを奪い一本勝ち。
2023年11月11日に開催された「DEEP116 IMPACT」で佐々木大と対戦し、1ラウンド目にヒールホールドで一本負け。
2025年5月25日に開催された「DEEP TOKYO IMPACT 2025 3rd ROUND」で行われたDEEPとBreakingDownの対抗戦第3弾にDEEP代表選手として出場し、和術慧舟會HEARTS所属のカンジと対戦。カンジの打撃を受けてカンジのセコンドが「効いてる！」と声を掛けると、「効いてねえよ」と言い返すシーンがあった。試合は判定3-0で勝利。

## 戦績

### プロ総合格闘技
| 総合格闘技 戦績 | 総合格闘技 戦績 | 総合格闘技 戦績 | 総合格闘技 戦績 | 総合格闘技 戦績 | 総合格闘技 戦績 | 総合格闘技 戦績 |
| --------------- | --------------- | --------------- | --------------- | --------------- | --------------- | --------------- |
| 9 試合          | (T)KO           | 一本            | 判定            | その他          | 引き分け        | 無効試合        |
| 5 勝            | 0               | 1               | 4               | 0               | 0               | 0               |
| 4 敗            | 1               | 1               | 2               | 0               | 0               | 0               |

| 勝敗 | 対戦相手                                 | 試合結果                          | 大会名                            | 開催年月日     |
|      | ストリートBOB♡洸助                       | 試合前                            | RIZIN.51                          | 2025年9月28日  |
| ○    | カンジ                                   | 5分2R終了 判定3-0                 | DEEP TOKYO IMPACT 2025 3RD ROUND  | 2025年5月25日  |
| ×    | 相本宗輝                                 | 1R 1:53 KO（右アッパー→パウンド） | DEEP 120 IMPACT                   | 2024年7月14日  |
| ○    | 立成洋太                                 | 5分2R終了 判定3-0                 | DEEP TOKYO IMPACT 2024 1st ROUND  | 2024年3月24日  |
| ×    | 佐々木大                                 | 1R 1:45 ヒールホールド            | DEEP 116 IMPACT                   | 2023年11月11日 |
| ○    | 銀・グラップリングシュートボクサーズジム | 1R 1:52 アームバー                | RIZIN LANDMARK 6                  | 2023年10月1日  |
| ×    | 石塚雄馬                                 | 5分2R終了 判定1‐2                 | DEEP NAGOYA IMPACT 公武堂ファイト | 2023年8月6日   |
| ×    | コマネチゆうた                           | 5分2R終了 判定0‐3                 | DEEP NAGOYA IMPACT 公武堂ファイト | 2023年4月16日  |
| ○    | 田中壱季                                 | 5分2R終了 判定2-1                 | DEEP NAGOYA IMPACT 公武堂ファイト | 2022年11月20日 |
| ○    | ディオゴ・トクナガ                       | 5分2R終了 判定3‐0                 | DEEP NAGOYA IMPACT 公武堂ファイト | 2022年7月24日  |

## 獲得タイトル
- 2014年アマチュアシュートボクシングミドル級全日本チャンピオン